# París-Niça 1961
La París-Niça 1961 fou la 19a edició de la París-Niça. És un cursa ciclista que es va disputar entre el 10 i el 16 de març de 1961. La cursa fou guanyada pel francès Jacques Anquetil, de l'equip Fynsec-Helyett, per davant de Joseph Groussard (Alcyon Leroux) i Joseph Planckaert (Wiel's-Flandria). Raymond Poulidor (Mercier-BP) s'imposà en la classificació de la muntanya, Rik van Looy (Faema) guanyà la classificació per punts i el conjunt Fynsec-Helyett la d'equips.

## Participants
En aquesta edició de la París-Niça hi preneren part 96 corredors dividits en 12 equips: Faema, Philco, Mercier-BP, Fynsec-Helyett, Dr. Mann, Saint Raphael, Ignis, Alcyon-Leroux, Wiel's-Flandria, Liberia-Grammont, Peugeot-BP i Margnat-Roche. La prova l'acabaren 53 corredors.

## Resultats de les etapes
| Etapes              | Data       | Recorregut                          | Km     | Vencedor d'etapa | Líder de la general |
| ------------------- | ---------- | ----------------------------------- | ------ | ---------------- | ------------------- |
| 1a etapa            | 10 de març | París-Avallon                       | 217 km | Armand Desmet    | Armand Desmet       |
| 2a etapa            | 11 de març | Avallon-Montceau-les-Mines          |        | André Darrigade  | Armand Desmet       |
| 3a etapa            | 12 de març | Circuit de l'Etang du Plessis (CRE) | 23 km  | Saint Raphael    | Tom Simpson         |
| 4a etapa            | 13 de març | Montceau-les-Mines-Sant-Etiève      | 193 km | Joseph Groussard | Tom Simpson         |
| 5a etapa            | 14 de març | Sant-Etiève-Avignon                 | 218 km | Jean Anastasi    | Tom Simpson         |
| 6a etapa, 1r sector | 15 de març | Beaucaire-Vergèze (CRI)             | 68 km  | Jacques Anquetil | Jacques Anquetil    |
| 6a etapa, 2n sector | 15 de març | Candiac-Manosque                    | 160 km | Rik van Looy     | Jacques Anquetil    |
| 7a etapa            | 16 de març | Manosque-Niça                       | 225 km | Rik van Looy     | Jacques Anquetil    |

## Etapes

### 1a etapa
10-03-1961. París-Avallon, 217 km.
Sortida real: Montgeron.
|   | Ciclista             | Equip         | Temps      |
| - | -------------------- | ------------- | ---------- |
| 1 | Armand Desmet        | Faema         | 5h 43' 51" |
| 2 | Joseph Groussard     | Alcyon-Leroux | + 1"       |
| 3 | Jean-Claude Lefebvre | Alcyon-Leroux | m. t.      |

### 2a etapa
11-03-1961. Avallon-Montceau-les-Mines
|   | Ciclista         | Equip         | Temps      |
| - | ---------------- | ------------- | ---------- |
| 1 | André Darrigade  | Alcyon-Leroux | 4h 34' 06" |
| 2 | Rik van Looy     | Faema         | m. t.      |
| 3 | Lode Troonbeeckx | Dr. Mann      | m. t.      |

### 3a etapa
12-03-1961. Circuit de l'Etang du Plessis, 23 km. CRE
|   | Equip          | Temps   |
| - | -------------- | ------- |
| 1 | Saint Raphael  | 28' 47" |
| 2 | Faema          | + 4"    |
| 3 | Helyett-Fynsec | + 16"   |

### 4a etapa
13-03-1961. Montceau-les-Mines-Sant-Etiève, 193 km.
|   | Ciclista         | Equip            | Temps      |
| - | ---------------- | ---------------- | ---------- |
| 1 | Joseph Groussard | Alcyon-Leroux    | 4h 34' 35" |
| 2 | Henry Anglade    | Liberia-Grammont | + 39"      |
| 3 | Rudi Altig       | Saint Raphael    | m. t.      |

### 5a etapa
14-03-1961. Sant-Etiève-Avignon, 218 km.
|   | Ciclista       | Equip         | Temps      |
| - | -------------- | ------------- | ---------- |
| 1 | Jean Anastasi  | Mercier-BP    | 4h 55' 08" |
| 2 | Raymond Elena  | Saint Raphael | m. t.      |
| 3 | Rino Benedetti | Ignis         | + 42"      |

### 6a etapa, 1r sector
15-03-1961. Beaucaire-Vergèze, 68 km. CRI
|   | Ciclista            | Equip           | Temps      |
| - | ------------------- | --------------- | ---------- |
| 1 | Jacques Anquetil    | Fynsec-Helyett  | 1h 00' 20" |
| 2 | Albertus Geldermans | Saint Raphael   | + 1' 12"   |
| 3 | Joseph Planckaert   | Wiel's-Flandria | + 1' 48"   |

### 6a etapa, 2n sector
15-03-1961. Candiac-Manosque, 160 km.
|   | Ciclista       | Equip         | Temps      |
| - | -------------- | ------------- | ---------- |
| 1 | Rik van Looy   | Faema         | 3h 53' 09" |
| 2 | Rudi Altig     | Saint Raphael | + 6"       |
| 3 | Silvano Ciampi | Philco        | + 9"       |

### 7a etapa
16-03-1961. Nimes-Manosque, 183 km.
Arribada situada al Passeig dels Anglesos. Abandonen 40 corredors.
|   | Ciclista             | Equip         | Temps      |
| - | -------------------- | ------------- | ---------- |
| 1 | Rik van Looy         | Faema         | 6h 47' 25" |
| 2 | Pino Cerami          | Peugeot-BP    | m. t.      |
| 3 | Jean-Claude Lefebvre | Alcyon-Leroux | m. t.      |

## Classificacions finals

### Classificació general
|    | Ciclista             | Equip           | Temps       |
| -- | -------------------- | --------------- | ----------- |
| 1  | Jacques Anquetil     | Fynsec-Helyett  | 31h 59' 41" |
| 2  | Joseph Groussard     | Alcyon-Leroux   | + 1' 59"    |
| 3  | Joseph Planckaert    | Wiel's-Flandria | + 2' 00"    |
| 4  | Jean-Claude Lefebvre | Alcyon-Leroux   | + 2' 07"    |
| 5  | Tom Simpson          | Saint Raphael   | + 2' 10"    |
| 6  | Albertus Geldermans  | Saint Raphael   | + 2' 26"    |
| 7  | Rik van Looy         | Faema           | + 2' 29"    |
| 8  | Armand Desmet        | Faema           | + 3' 40"    |
| 9  | Raymond Poulidor     | Mercier-BP      | + 4' 50"    |
| 10 | Edouard Delberghe    | Fynsec-Helyett  | + 5' 14"    |

## Evolució de les classificacions
| Etapa (Vencedor)                       | Classificació general |
| -------------------------------------- | --------------------- |
| 0Etapa 1 (Armand Desmet)               | Armand Desmet         |
| 0Etapa 2 (André Darrigade)             | Armand Desmet         |
| 0Etapa 3 (Saint Raphael)               | Tom Simpson           |
| 0Etapa 4 (Joseph Groussard)            | Joseph Groussard      |
| 0Etapa 5 (Jean Anastasi)               | Joseph Groussard      |
| 0Etapa 6, 1r sector (Jacques Anquetil) | Jacques Anquetil      |
| 0Etapa 6, 2n sector (Rik van Looy)     | Jacques Anquetil      |
| 0Etapa 7 (Rik van Looy)                | Jacques Anquetil      |